# Георг Пінкерпанк
Георг Густав Альберт Віллі Пінкерпанк (нім. Georg Gustav Albert Willi Pinkepank; 18 грудня 1907, Ганновер — 24 листопада 1979, Вільгельмсгафен) — німецький офіцер, корветтен-капітан крігсмаріне (1 березня 1943), фрегаттен-капітан бундесмаріне. Кавалер Лицарського хреста Залізного хреста.

## Біографія
В 1933 році вступив на флот. З липня 1940 по листопад 1942 року — командир 40-ї флотилії мінних тральщиків, з грудня 1942 по серпень 1944 року — 2-ї флотилії R-катерів, з жовтня 1944 по травень 1945 року — 1-ї флотилії мінних тральщиків.
З серпня 1960 по вересень 1964 року — командир 2-го батальйону берегової оборони.

## Нагороди
- Медаль «За вислугу років у Вермахті» 4-го класу (4 роки; 24 червня 1937)
- Залізний хрест
  - 2-го класу (10 жовтня 1939)
  - 1-го класу (21 листопада 1940)
- Медаль «У пам'ять 1 жовтня 1938» (26 жовтня 1939)
- Медаль «У пам'ять 22 березня 1939 року» (20 грудня 1939)
- Нагрудний знак мінних тральщиків (5 листопада 1940)
- Німецький хрест в золоті (17 грудня 1943)
- Лицарський хрест Залізного хреста (12 серпня 1944)
- Нагрудний знак «За поранення» в чорному (13 серпня 1944)
- Фронтова планка флоту (травень 1945)
- Орден «За заслуги перед Федеративною Республікою Німеччина», медаль